# Saison 1973-1974 du Paris Saint-Germain
Maillots
Chronologie
Saison précédente Saison suivante
La saison 1973-1974 du Paris Saint-Germain est la quatrième saison du club de la capitale. Le club dispute alors la Division 2.
C'est en 1973 que Daniel Hechter et ses amis, dont Jean-Paul Belmondo, Francis Borelli, Charles Talar et Bernard Brochand, notamment, font leur entrée en scène. Henri Patrelle conserve son titre et sa qualité de président du PSG, mais Daniel Hechter, président du comité de gestion, joue un rôle majeur au club. Un conflit s'instaure alors entre les deux hommes pour le contrôle plein et entier du PSG. 
Cette double direction n'empêche pas le club d'être promu en D1 en juin 1974 à l'issue d'un match de barrage face à Valenciennes.

## Compétitions

### Championnat
La saison 1973-1974 de Division 2 est la trente-cinquième édition du Championnat de France de Division 2. La division oppose 36 clubs répartis dans deux poules géographiques de 18 clubs. Les vainqueurs des deux groupes s'affrontent sur un match aller-retour, le meilleur est alors sacré champion.

#### Classement final
Le Paris Saint-Germain termine deuxième du groupe B avec 19 victoires, 6 matchs nuls et 9 défaites. Une victoire rapportant deux points et un match nul un point, le PSG totalise 57 points soit quatre de moins que le Red Star. Les Parisiens possèdent la deuxième meilleure différence de buts de leur groupe. 
En Barrage de montée, le PSG affronte l'US Valenciennes-Anzin (deuxième du groupe A). Le match aller se solde par une défaite 2-1 des parisiens, mais ces derniers parviennent à gagner le match retour 4-2. C'est ainsi que le Red Star,  le Lille OSC (qui a fini premier du groupe A) et le Paris SG montent dans la division supérieure, soit la Division 1.

### Coupe de France
La Coupe de France 1973-1974 est la 57e édition de la Coupe de France, une compétition à élimination directe mettant aux prises tous les clubs de football amateurs et professionnels à travers la France métropolitaine et les DOM-TOM. Elle est organisée par la FFF et ses ligues régionales.
C'est l'AS Saint-Étienne qui remportera cette édition de la coupe de France en battant sur le score de deux buts à un l'AS Monaco.

## Joueurs et encadrement technique

### Statistiques individuelles
| Nom                  | Division 2 | Division 2 | Coupe de France | Coupe de France | Total | Total |
| Nom                  | MJ         | B          | MJ              | B               | MJ    | B     |
| -------------------- | ---------- | ---------- | --------------- | --------------- | ----- | ----- |
| Camille Choquier     | 23         | 0          | 3               | 0               | 26    | 0     |
| Jacky Planchard      | 16         | 0          | 6               | 0               | 22    | 0     |
| Jacky Bade           | 25         | 0          | 6               | 0               | 31    | 0     |
| Didier Ledunois      | 2          | 0          |                 |                 | 2     | 0     |
| Christian Queré      | 6          | 0          | 1               | 0               | 7     | 0     |
| Pierre Bajoc         | 1          | 0          |                 |                 | 1     | 0     |
| Louis Cardiet        | 35         | 1          | 9               | 0               | 44    | 1     |
| Patrice Zbinden      | 2          | 0          | 1               | 0               | 3     | 0     |
| Éric Renaut          | 30         | 4          | 8               | 0               | 38    | 4     |
| Michel Llodra        | 3          | 0          |                 |                 | 3     | 0     |
| Jacques Laposte      | 26         | 2          | 3               | 0               | 29    | 2     |
| Jean Deloffre        | 37         | 3          | 9               | 1               | 46    | 4     |
| Bernard Dumot        | 10         | 0          | 1               | 1               | 11    | 1     |
| Jean-Pierre Dogliani | 33         | 16         | 7               | 1               | 40    | 17    |
| Bernard Béreau       | 15         | 0          | 3               | 0               | 18    | 0     |
| Jean-Louis Leonetti  | 38         | 0          | 8               | 0               | 46    | 0     |
| Jean-Louis Brost     | 16         | 6          | 4               | 0               | 20    | 6     |
| Othniel Dossevi      | 27         | 10         | 5               | 1               | 32    | 11    |
| Michel Marella       | 18         | 3          | 7               | 4               | 25    | 7     |
| François M'Pelé      | 21         | 9          | 7               | 6               | 28    | 15    |
| Christian André      | 29         | 9          | 7               | 5               | 36    | 14    |
| Armando Monteiro     | 8          | 4          | 1               | 0               | 9     | 4     |
| Guy Nosibor          | 2          | 0          |                 |                 | 2     | 0     |
| Mordechai Spiegler   | 17         | 8          | 6               | 0               | 23    | 8     |
| Total                | 0          | 0          | 0               | 0               | 0     | 0     |